# Lotus E20
Lotus E20 — гоночный автомобиль команды Lotus F1 Team, разработанный и построенный для участия в Чемпионате мира по автогонкам в классе Формула-1 сезона 2012 года. Литера E в названии модели — сокращение от Энстоун (Enstone), населенного пункта, в котором располагается база команды Lotus; цифра двадцать означает двадцатилетие базы в Энстоуне (где с 1992 года создавались автомобили Benetton, а потом Renault).

## Презентация
Презентация шасси состоялась на сайте команды в интернете 5 февраля 2012 года .

## Предсезонные и внутрисезонные тесты
По итогам первых предсезонных тестов E20 показал хорошую скорость и стабильность, за четыре дня было пройдено свыше 400 кругов по трассе, у команды не возникло технических проблем с автомобилем. Ромен Грожан в третий день тестов показал быстрейшее время для машин 2012 года. Среди участников тестов в Хересе Lotus E20 получил наибольшее число положительных отзывов .
Однако в начале следующей тестовой сессии в Барселоне у команды возникли технические проблемы. В первый день тестов на Каталунье, Ромен Грожан проехал всего лишь 7 кругов и в команде обнаружили неполадки с шасси №2 (первое шасси использовалось в Хересе). Первоначально планировалось, что Лотус продолжит тесты с шасси №1, но потом команда приняла решение пропустить три дня тестов, поскольку потребовалось внести изменения в оба шасси .
| Результаты, показанные в предсезонных и внутрисезонных тестах | Результаты, показанные в предсезонных и внутрисезонных тестах | Результаты, показанные в предсезонных и внутрисезонных тестах | Результаты, показанные в предсезонных и внутрисезонных тестах | Результаты, показанные в предсезонных и внутрисезонных тестах | Результаты, показанные в предсезонных и внутрисезонных тестах | Результаты, показанные в предсезонных и внутрисезонных тестах | Результаты, показанные в предсезонных и внутрисезонных тестах |
| Сессия                                                        | Дата                                                          | Трасса                                                        | Гонщик                                                        | Позиция (Число участников)                                    | Лучший круг                                                   | Отставание                                                    | Кругов пройдено                                               |
| ------------------------------------------------------------- | ------------------------------------------------------------- | ------------------------------------------------------------- | ------------------------------------------------------------- | ------------------------------------------------------------- | ------------------------------------------------------------- | ------------------------------------------------------------- | ------------------------------------------------------------- |
| 1                                                             | 7 февраля                                                     | трасса Херес Херес-де-ла-Фронтера, Испания                    | Райкконен                                                     | 1 (12)                                                        | 1:19,670                                                      | —                                                             | 75                                                            |
| 1                                                             | 8 февраля                                                     | трасса Херес Херес-де-ла-Фронтера, Испания                    | Райкконен                                                     | 5 (12)                                                        | 1:20,239                                                      | +1,678                                                        | 117                                                           |
| 1                                                             | 9 февраля                                                     | трасса Херес Херес-де-ла-Фронтера, Испания                    | Грожан                                                        | 2 (10)                                                        | 1:18,419                                                      | +0,806                                                        | 117                                                           |
| 1                                                             | 10 февраля                                                    | трасса Херес Херес-де-ла-Фронтера, Испания                    | Грожан                                                        | 5 (9)                                                         | 1:19,729                                                      | +0,852                                                        | 93                                                            |
|                                                               |                                                               |                                                               |                                                               |                                                               |                                                               |                                                               |                                                               |
| 2                                                             | 21 февраля                                                    | трасса Каталунья Монтмело, Испания                            | Грожан                                                        | 10 (11)                                                       | 1:26,809                                                      | +3,544                                                        | 7                                                             |
| 2                                                             | 22 февраля                                                    | трасса Каталунья Монтмело, Испания                            | —                                                             | —                                                             | —                                                             | —                                                             | —                                                             |
| 2                                                             | 23 февраля                                                    | трасса Каталунья Монтмело, Испания                            | —                                                             | —                                                             | —                                                             | —                                                             | —                                                             |
| 2                                                             | 24 февраля                                                    | трасса Каталунья Монтмело, Испания                            | —                                                             | —                                                             | —                                                             | —                                                             | —                                                             |
|                                                               |                                                               |                                                               |                                                               |                                                               |                                                               |                                                               |                                                               |
| 3                                                             | 1 марта                                                       | трасса Каталунья Монтмело, Испания                            |                                                               |                                                               |                                                               |                                                               |                                                               |
| 3                                                             | 2 марта                                                       | трасса Каталунья Монтмело, Испания                            |                                                               |                                                               |                                                               |                                                               |                                                               |
| 3                                                             | 3 марта                                                       | трасса Каталунья Монтмело, Испания                            |                                                               |                                                               |                                                               |                                                               |                                                               |
| 3                                                             | 4 марта                                                       | трасса Каталунья Монтмело, Испания                            |                                                               |                                                               |                                                               |                                                               |                                                               |
|                                                               |                                                               |                                                               |                                                               |                                                               |                                                               |                                                               |                                                               |
| 4                                                             | 1 мая                                                         | трасса Муджелло Тоскана, Италия                               |                                                               |                                                               |                                                               |                                                               |                                                               |
| 4                                                             | 2 мая                                                         | трасса Муджелло Тоскана, Италия                               |                                                               |                                                               |                                                               |                                                               |                                                               |
| 4                                                             | 3 мая                                                         | трасса Муджелло Тоскана, Италия                               |                                                               |                                                               |                                                               |                                                               |                                                               |

## Результаты выступлений в гонках
| Легенда к таблице |                                                                    |
| --- | ------------------------------------------------------------------ |
| В таблице перечислены результаты всех Гран-при Формулы-1, в которых использовался автомобиль. Строками таблицы являются сезоны, столбцами — этапы чемпионата мира. В каждой клетке указаны сокращённое название этапа и результат, дополнительно обозначенный цветом. Расшифровка обозначений и цветов представлена в нижеследующей таблице. |                                                                    |
| \| Пример \| Описание \| \| ------------ \| ------------------------------------------------------------------ \| \| 1 \| Победитель \| \| 2 \| Второе место \| \| 3 \| Третье место \| \| 5 \| Финишировал, заработав очки \| \| Сход \| Не финишировал, но при этом заработал очки \| \| 12 \| Финишировал, не получив очков \| \| НКЛ \| Финишировал, но не попал в финальную классификацию \| \| 15 \| Участвовал вне зачёта, либо по отдельной классификации \| \| 18 \| Не финишировал, но попал в финальную классификацию \| \| Сход \| Не финишировал \| \| НКВ \| Не прошёл квалификацию \| \| НПКВ \| Не прошёл предквалификацию \| \| ДСК \| Дисквалифицирован \| \| ИСК \| Исключён из протокола соревнований \| \| ТТ \| Заявлен для участия только в тренировках \| \| НС \| Участвовал в квалификации, но не стартовал в гонке \| \| Т \| Травмирован или болен \| \| ОТК \| Отказ от участия \| \| НТР \| Прибыл на соревнования, но на трассу не выезжал \| \| НПР \| Был заявлен в числе участников, но не прибыл к началу соревнований \| \| О \| Соревнования отменены \| \| \| Не участвовал \| \| Поул-позиция \| \| \| Быстрый круг \| \| |                                                                    |
| Пример | Описание                                                           |
| 1 | Победитель                                                         |
| 2 | Второе место                                                       |
| 3 | Третье место                                                       |
| 5 | Финишировал, заработав очки                                        |
| Сход | Не финишировал, но при этом заработал очки                         |
| 12 | Финишировал, не получив очков                                      |
| НКЛ | Финишировал, но не попал в финальную классификацию                 |
| 15 | Участвовал вне зачёта, либо по отдельной классификации             |
| 18 | Не финишировал, но попал в финальную классификацию                 |
| Сход | Не финишировал                                                     |
| НКВ | Не прошёл квалификацию                                             |
| НПКВ | Не прошёл предквалификацию                                         |
| ДСК | Дисквалифицирован                                                  |
| ИСК | Исключён из протокола соревнований                                 |
| ТТ | Заявлен для участия только в тренировках                           |
| НС | Участвовал в квалификации, но не стартовал в гонке                 |
| Т | Травмирован или болен                                              |
| ОТК | Отказ от участия                                                   |
| НТР | Прибыл на соревнования, но на трассу не выезжал                    |
| НПР | Был заявлен в числе участников, но не прибыл к началу соревнований |
| О | Соревнования отменены                                              |
| | Не участвовал                                                      |
| Поул-позиция |                                                                    |
| Быстрый круг |                                                                    |

| Год  | Команда       | Двигатель      | Ш | Гонщики          | 1    | 2    | 3   | 4   | 5   | 6    | 7   | 8    | 9   | 10  | 11  | 12   | 13  | 14  | 15  | 16  | 17  | 18   | 19  | 20   | Место | Очки |
| ---- | ------------- | -------------- | - | ---------------- | ---- | ---- | --- | --- | --- | ---- | --- | ---- | --- | --- | --- | ---- | --- | --- | --- | --- | --- | ---- | --- | ---- | ----- | ---- |
| 2012 | Lotus F1 Team | Renault 2,4 V8 | P |                  | АВС  | МАЛ  | КИТ | БАХ | ИСП | МОН  | КАН | ЕВР  | ВЕЛ | ГЕР | ВЕН | БЕЛ  | ИТА | СИН | ЯПО | КОР | ИНД | АБУ  | США | БРА  | 4     | 303  |
| 2012 | Lotus F1 Team | Renault 2,4 V8 | P | Кими Райкконен   | 7    | 5    | 14  | 2   | 3   | 9    | 8   | 2    | 5   | 3   | 2   | 3    | 5   | 6   | 6   | 5   | 7   | 1    | 6   | 10   | 4     | 303  |
| 2012 | Lotus F1 Team | Renault 2,4 V8 | P | Ромен Грожан     | Сход | Сход | 6   | 3   | 4   | Сход | 2   | Сход | 6   | 18  | 3   | Сход |     | 7   | 19  | 7   | 9   | Сход | 7   | Сход | 4     | 303  |
| 2012 | Lotus F1 Team | Renault 2,4 V8 | P | Жером Д’Амброзио |      |      |     |     |     |      |     |      |     |     |     |      | 13  |     |     |     |     |      |     |      | 4     | 303  |